# 永生乐队
永生乐队（Immortal）是来自挪威卑爾根的一支黑金乐队。乐队主要成员Abbath及Demonaz最初在“老葬礼”（Old Funeral）乐队中活动。其后Abbath于1989年组建了新乐队，最初称为“截肢”（Amputation），并在发行两张DEMO后改名为“永生”。新成立的永生乐队吸收了老葬礼与截肢两支乐队中的成员。至今已发行8张专辑与1张EP。